# 1113 Katja
1113 Katja este un asteroid din centura principală, descoperit pe 15 august 1928, de Pelagheia Șain.